# Condition des femmes au Cameroun
La condition des femmes au Cameroun comme dans d'autres pays africains, intègre des défis liés aux traditions, à la pauvreté et aux inégalités de genre malgré la reconnaissance formelle de l'égalité hommes-femmes dans la loi. La Constitution de 1972 garantit l'égalité des sexes, et d'autres lois, telles que l'ordonnance sur le régime foncier, le Code pénal, le Code du travail et les lois électorales, soutiennent les droits des femmes, mais des normes culturelles entravant une véritable égalité persistent.

## Histoire
Le rôle d'une femme dans la société camerounaise inclut les tâches domestiques comme : le ménage, préparer les repas selon la tradition, l'éducation des enfants et la récolte des cultures. Avec la colonisation, le rôle des femmes évolue : elles deviennent domestiques, femmes de ménage et investissent davantage le rôle de commerçantes dans les marchés. En général, ces mutations ne touchent pas les femmes des classes sociales les plus favorisées, car elles deviennent souvent dépendantes du soutien financier de leur mari ; en outre, elles ont tendance à confier leurs propres enfants à des nourrices.
Des études sociologiques montrent que les femmes sont proportionnellement de plus en plus actives dans la société. Sortant de plus en plus de la maison, elles aident et contribuent au revenu familial en participant à la prise en charge des enfants et autres charges domestiques.
Admises à l'école, les jeunes filles reçoivent une éducation à de divers métiers, leur promotion et rôle les emmenant à passer de femme au foyer ou ouvrière à caissière de banque, vendeuse, couturières etc. Lors de la guerre du pays Bamiléké, les hommes vigoureux ayant fui les villages par peur des répressions, les femmes remplacent ces derniers dans les travaux d'agriculture et de prises en charges de la vie de famille et de l'éducation des enfants.
Les femmes au Cameroun possèdent le droit de vote.
Dans les années 1960, avec l'indépendance, l'activité des femmes explose. Les filles reçoivent une instruction plus importante et elles entrent dans les études supérieures. Les femmes acquièrent une indépendance et leurs revenus évoluent, permettant d'améliorer la vie du foyer familial.
Les femmes travaillent davantage dans le secteur tertiaire et administratif dans les années 1980.

## Problématiques sociales

### Mariage
Il existe trois types de mariages au Cameroun : le mariage civil, le mariage coutumier et le mariage religieux.
Avant juillet 2016, les filles pouvaient légalement se marier au Cameroun dès l'âge de 15 ans avec une autorisation parentale, tandis que les garçons devaient attendre l'âge de 18 ans. Cependant, depuis juillet 2016, une nouvelle loi a été instaurée interdisant le mariage avant l'âge de 18 ans, tant pour les filles que pour les garçons.

### Accès à l'éducation
L’accès à l'éducation pour les femmes a connu des améliorations au fil des années, mais des défis subsistent, notamment la pauvreté, les normes culturelles, les mariages précoces et les responsabilités domestiques, ce qui peut entraver leur accès à une éducation formelle. Des disparités persistent entre les zones urbaines et rurales, avec souvent un accès plus limité à l'éducation pour les filles dans les zones rurales.
La Constitution de 1996 et d'autres textes juridiques garantissent l'égalité des sexes en matière d'éducation. Des lois ont été mises en place pour promouvoir l'éducation des filles et des femmes, mais des défis persistent dans la mise en œuvre. La modification de la loi en juillet 2016, interdisant le mariage des filles et des garçons avant l'âge de 18 ans, vise à protéger les jeunes contre les mariages précoces qui peuvent compromettre leur accès à l'éducation. Des programmes visant à promouvoir l'éducation des filles, particulièrement des campagnes de sensibilisation, la construction d'écoles dans les zones rurales et des bourses d'études destinées spécifiquement aux filles. Des collaborations avec des organisations non gouvernementales (ONG) nationales et internationales sont en place pour renforcer l'accès des femmes à l'éducation. Ces ONG mettent en œuvre des programmes axés sur l'autonomisation des filles, l'élimination des obstacles culturels et la sensibilisation.

### Polygamie
La polygamie est une pratique jadis très courante dans la plupart des tribus du Cameroun. La vie moderne et les espaces urbains enregistrent le plus fort nombre de foyers monogames. Ce qui n'induit pas, comme dans plusieurs parties du monde, l'unicité de partenaires chez les hommes ou les femmes[réf. nécessaire].

### Avortement
L'avortement est restrictif au Cameroun et la loi prévoit 2 cas où la pratique est autorisée : le viol et la menace de la grossesse sur la vie de la mère. La pénalité financière encourue va de 5 0000 à 2 000 000 de fcfa.

## Participation à la vie politique
Une mode d'action politique traditionnel très spécifique est l'Anlu, pratiqué par les femmes Kom de la région du Nord-Ouest du Cameroun.